# Hoikkasaari (ö i Kajanaland, Kehys-Kainuu, lat 65,09, long 28,28)
Hoikkasaari är en ö i Finland. Den ligger i sjön Naamankajärvi och Polvijärvet och i kommunen Suomussalmi i den ekonomiska regionen  Kehys-Kainuu  och landskapet Kajanaland, i den centrala delen av landet, 600 km norr om huvudstaden Helsingfors. Öns area är 0,9 hektar och dess största längd är 210 meter i öst-västlig riktning.